# Анрі-Жорж Клузо
Анрі́-Жорж Клузо́ (фр. Henri-Georges Clouzot; 20 листопада 1907 Ніор, Де-Севр, Франція — 12 січня 1977, Париж) — французький кінорежисер, сценарист та продюсер. Найбільш відомий за роботою у жанрі трилер, такі його фільми як «Плата за страх» та «Відьми» критики відносять до визнаних стрічок 50-х. Клузо також працював у жанрі документального кіно, його фільм «Таємниця Пікассо» (Le Mystère Picasso) уряд Франції оголосив національним надбанням.

## Фільмографія
- 1947 : «Набережна Орфевр» / (Quai des orfèvres)
- 1949 : Повернення до життя (новела «Повернення Жана») / (Retour à la vie — Le retour de Jean)
- 1955 : «Відьми» / (Les Diaboliques)
- 1960 : «Істина» / (La Vérité)